# Světová strana
Světové strany jsou čtyři základní směry, podle kterých se určuje na zemském povrchu směr. Tyto čtyři základní směry se shodují se směrem rovnoběžek a poledníků.
- Poledník je pomyslná čára, která spojuje severní a jižní pól
- Rovnoběžka, je rovnoběžka, která vede východo-západně ve směru zemské rotace

V některých kulturách (indiánské nebo buddhistické) byl tento koncept rozšířen na šest základních světových stran – další dvě strany jsou směry nahoru a dolů.[zdroj?]

## Jednotlivé světové strany
Čtyři světové strany se označují písmeny S nebo N (Sever, Nord, North), V, O nebo E (Východ, Ost, East), J nebo S (Jih, Süd, South) a Z nebo W (Západ, West). Strany se používají k určování směrů, navigaci a k základní orientaci map. Pokud není řečeno jinak, horní okraj mapy vždy leží na severu.

### Sever

Geografický sever a magnetický sever ukazovaný kompasem

Sever nebo také geografický sever je směr vedoucí k geografickému severnímu pólu. Prodloužená zemská osa ukazuje svým koncem k severu.
V navigaci se používají i jiné „severní směry“, především „magnetický sever“. To je směr, ke kterému ukazuje střelka magnetického kompasu a který se od geografického severu liší o magnetickou deklinaci. V satelitní navigaci se používají další souřadnicové systémy.

### Jih
Jih leží v přesně v opačném směru než sever.

### Východ
Východ je směr otáčení Země kolem své osy. Pro pozorovatele na Zemi se východ jeví jako směr, ve kterém vychází Slunce (na rovníku). Dříve (před rozšířením kompasu) byl význam východu srovnatelný s dnešním severem; často byly mapy orientovány na východ, samo slovo orientace pochází od latinského označení východu oriens. Na východ jsou také obvykle orientovány kostely.

### Západ
Západ je směr, ve kterém zapadá Slunce.

### Čtyři vedlejší směry
Pro přesnější určení směru se používají ještě vedlejší směry, které leží mezi směry hlavními. Jsou to severovýchod, jihovýchod, jihozápad a severozápad. Stejně jako hlavní směry, jsou tyto směry k sobě kolmé a přesně půlí úhel mezi hlavními směry. Společně s hlavními směry tvoří na kompasu takzvanou větrnou růžici. Jednotlivé směry spolu svírají úhel 45 stupňů. Větrná růžice se v tomto stavu používá již od dob antiky.
Zajímavé je, že v některých jazycích jsou i pro vedlejší směry samostatné názvy, neodvozené z názvů základních směrů – srovnání dvou blízkých baltofinských jazyků (za povšimnutí stojí i „prohození“ výrazů pro jih a jihozápad v obou jazycích):
| - finsky pohjoinen – sever, itä – východ, etelä – jih, länsi – západ koillinen – severovýchod, luode – severozápad kaakko – jihovýchod, lounas – jihozápad | - estonsky põhi – sever, ida – východ, lõuna – jih, lääs – západ kirre – severovýchod, loe – severozápad kagu – jihovýchod, edel – jihozápad |

## Směrová růžice

Větrná růžice

K přesnějšímu určování směru používají námořníci ještě jemnější dělení. Větrná růžice má pak 16 směrů, které spolu svírají úhel 22,50 stupně. Tento díl se nazývá čárka[zdroj?]. Můžeme se pak setkat i s termínem půl čárky.
Ještě jemnější dělení je na 32 tzv. plných čárek (by-points, někdy pouze points) o úhlu 11°15', což je zhruba schopnost udržení kursu pro lodě ze začátků éry kompasové navigace. Další zpřesňování navigace přineslo ještě půlčárky a čtvrtčárky a poté se již přešlo na udávání směru ve stupních.
Pravidla pro pojmenování směrů jsou následující
- čtyři hlavní směry mají svou vlastní zkratku – S, V, J, Z
- názvy vedlejších směrů se odvozují od směrů hlavních, slovo sever a jih je vždy před slovem východ a západ: severozápad, severovýchod, jihozápad, jihovýchod, zkratky SZ, SV, JZ, JV.
- další dělení se pojmenovává podle nejbližší osminy a příslušného směru. Např. ZSZ je západo-severozápad, JJZ je jiho-jihozápad.

## Určování
Světové strany se dají nejpřesněji určit pomocí kompasu nebo buzoly. K přesnému určení polohy se využívá GPS navigace. V přírodě bez použití kompasu, buzoly nebo GPS navigace je možné využít i přírodní orientaci.

### Orientace podle přírody:
- lišejníky na stromech narůstají více na severní a severozápadní straně
- mraveniště mají severní stranu strmější
- samostatně rostlé stromy mají hustější větve na jižní straně
- otvory ve včelích úlech bývají obráceny k jihu
- slunečnice se obracejí za sluncem, i když je zamračeno
- letokruhy osamělých pařezů jsou na severní straně hustší než na jižní straně. Tento jev není vždy směrodatný, selhává v údolích, lesích aj., kde vlivem terénu přírodní vlivy na strom nepůsobí tak jako na rovině
- hvězda Polárka (Severka) v noci svítí na severu (najdeme ji s pomocí souhvězdí Velký vůz – pomyslně spojíme jeho zadní kola a vzdálenost mezi nimi pětkrát prodloužíme směrem nahoru, přímo k Polárce